# Ruś (wyspa)

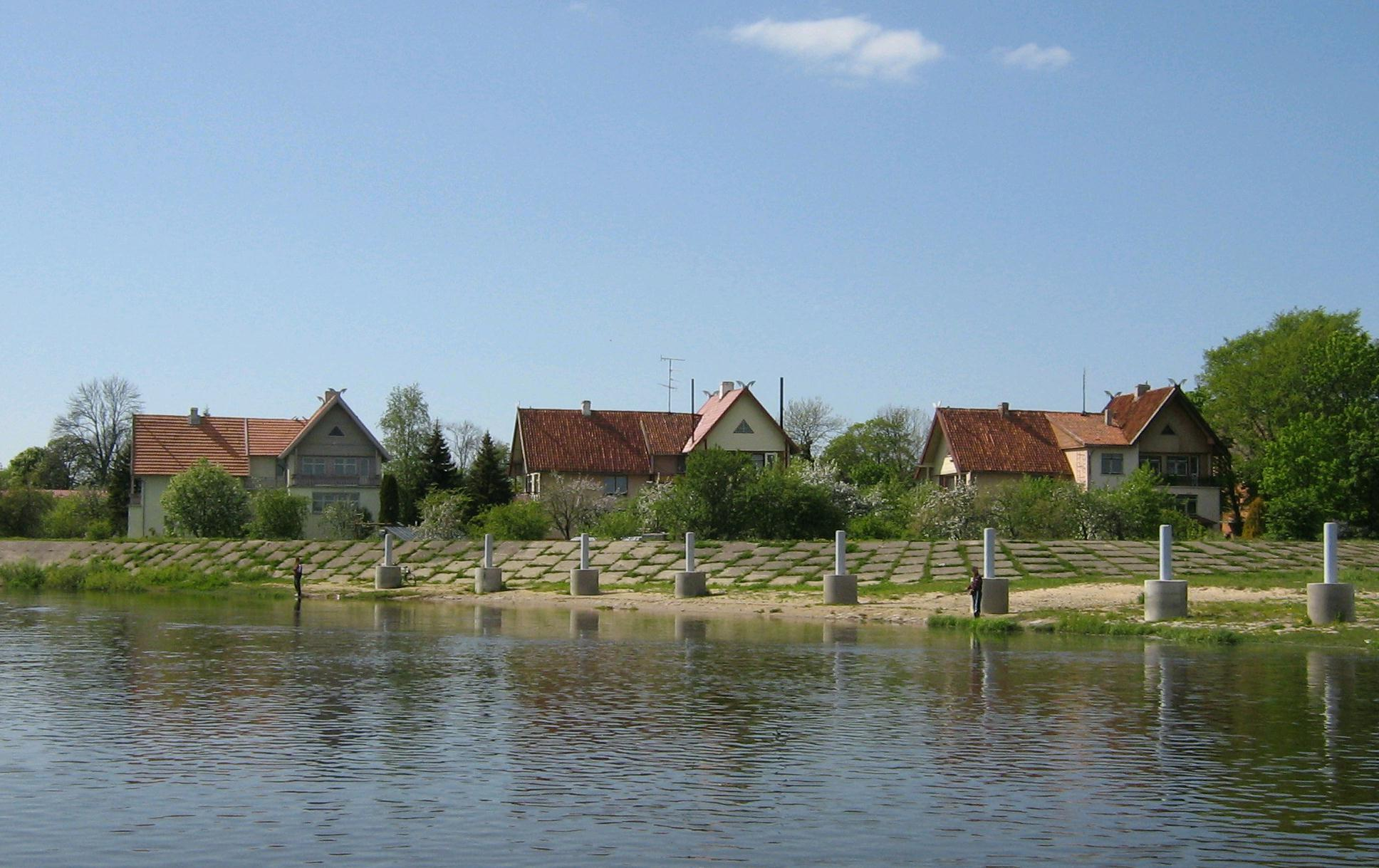
Wyspa od strony Niemna

Ruś (lit. Rusnės sala) – wyspa w delcie Niemna, w rejonie szyłokarczemskim, na Litwie. Znajduje się pomiędzy dwiema odnogami Niemna – Atmatą i Skirvytė – a Zalewem Kurońskim. Zajmuje powierzchnię ok. 45 km² i uznawana jest za największą na Litwie.

## Geografia

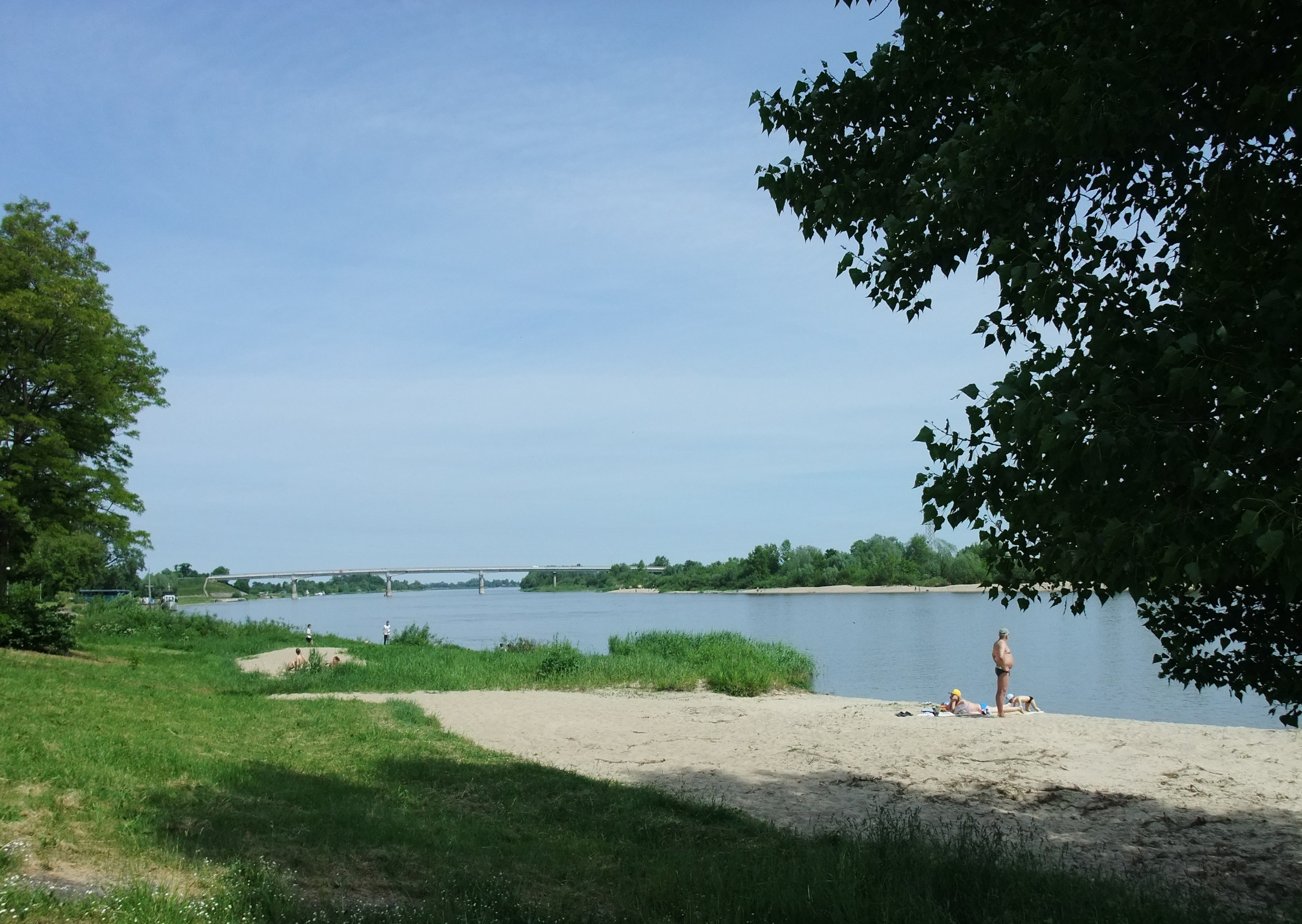
Delta Niemna

Wiek wyspy szacuje się na ok. 1100 lat. Powstała w wyniku nagromadzenia się osadów z Niemna. Wysokość nad poziomem morza nie przekracza 1,5 m. Jeden punkt znajduje się na wysokości 0,27 m p.p.m. i stanowi najniższy punkt Litwy (wcześniejsze pomiary wykazały wysokość 1,3 m p.p.m.). Wyspa jest regularnie podmywana, głównie w czasie wiosennych roztopów. Powodzie i regularna działalność rzeczna powoduje zwiększanie się powierzchni wyspy poprzez nagromadzenie osadów. Wody powodziowe usuwane są za pomocą rozbudowanego systemu kanałów i polderów. Poldery i wały nadbrzeżne jednak nie zawsze są w stanie zapobiec powodzi, jak to miało miejsce w 1958 roku.
Przez wyspę przebiega kilka odnóg Niemna. Poza tym znajdują się tutaj dwa strumienie – Naikupė i Ulmas, które nie są odnogami Niemna. Obszar wyspy jest chroniony jako część Parku Regionalnego Delty Niemna.

## Historia

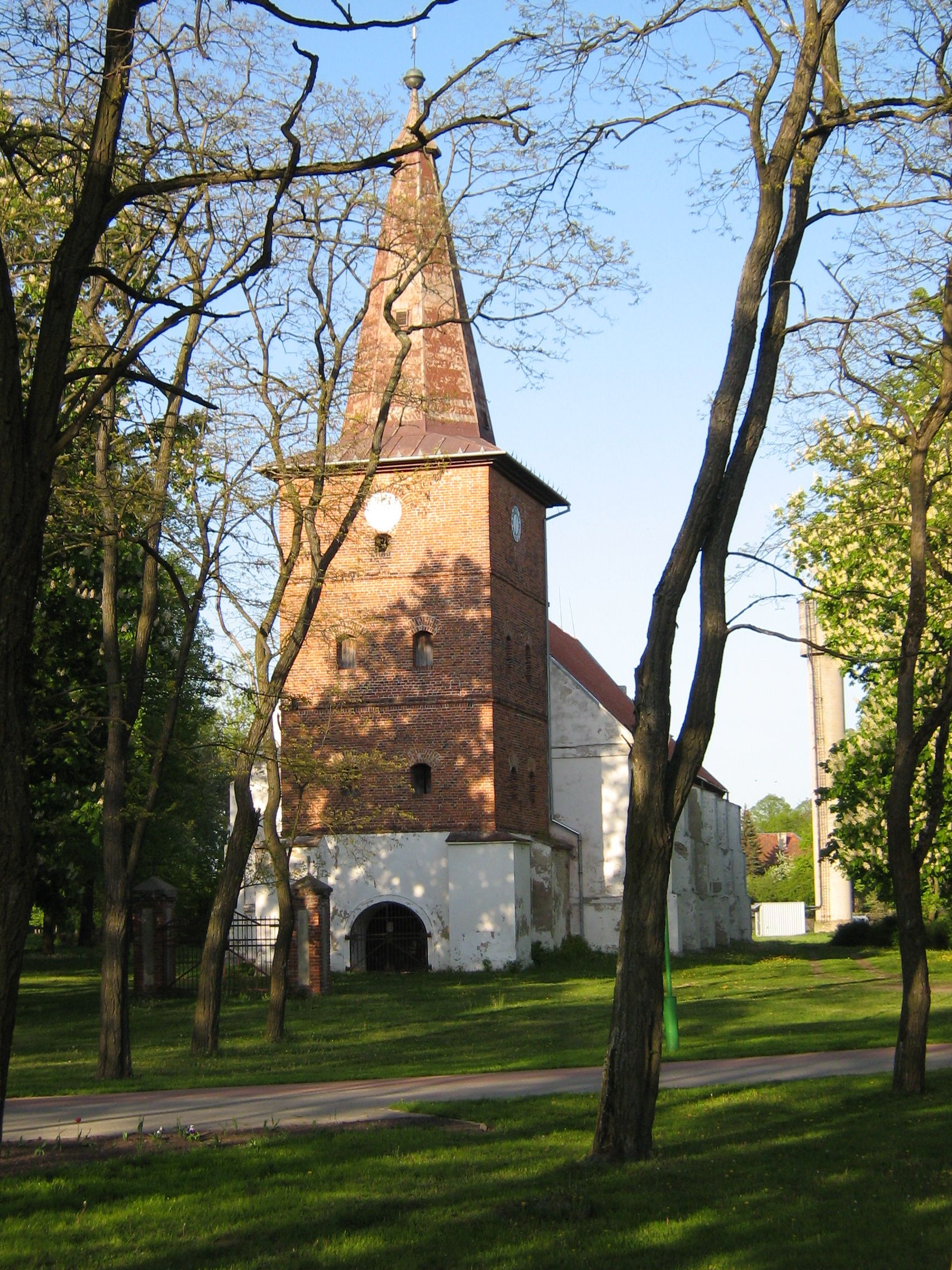
Kościół w Rusi

Na wyspie powstała osada założona przez rybaków, która następnie znalazła się pod kontrolą zakonu kawalerów mieczowych. Jej położenie u ujścia Niemna do Bałtyku miało znaczenie strategiczne w trakcie walk o panowanie na Żmudzi. Pierwsze wzmianki o kościele w Rusi pochodzą z 1419 roku.
Głównymi zajęciami mieszkańców wyspy są żeglarstwo, kajakarstwo, turystyka i rybołówstwo. Najbardziej zaludnioną miejscowością na wyspie jest Ruś (1600 mieszkańców). Jedyny most łączący wyspę ze stałym lądem prowadzi właśnie do Rusi. Budowa pierwszego mostu została ukończona w 1914 roku, ale konstrukcja ta została zniszczona w czasie II wojny światowej. Obecny most powstał w 1974 roku.

## Osady
- Ruś (Rusnė)
- Šyškrantė
- Pakalnė
- Uostadvaris
- Skirvytė
- Vorusnė

## Galeria

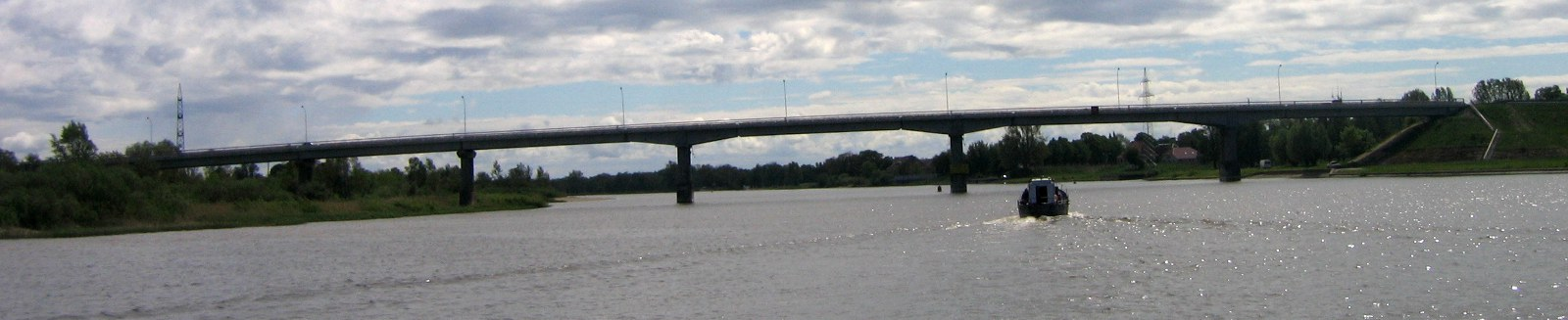
Most łączący wyspę z lądem
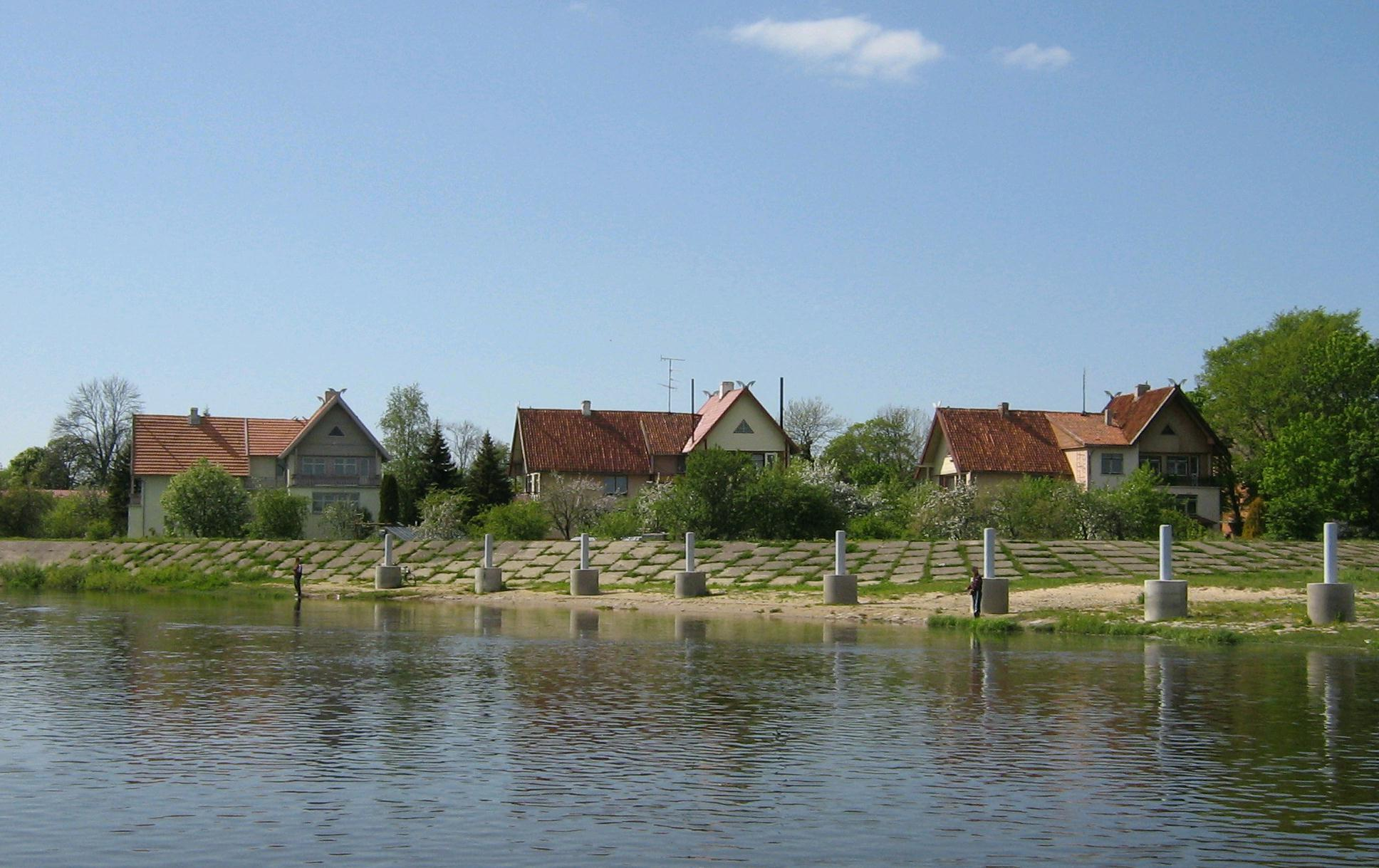
Miejscowość Ruś
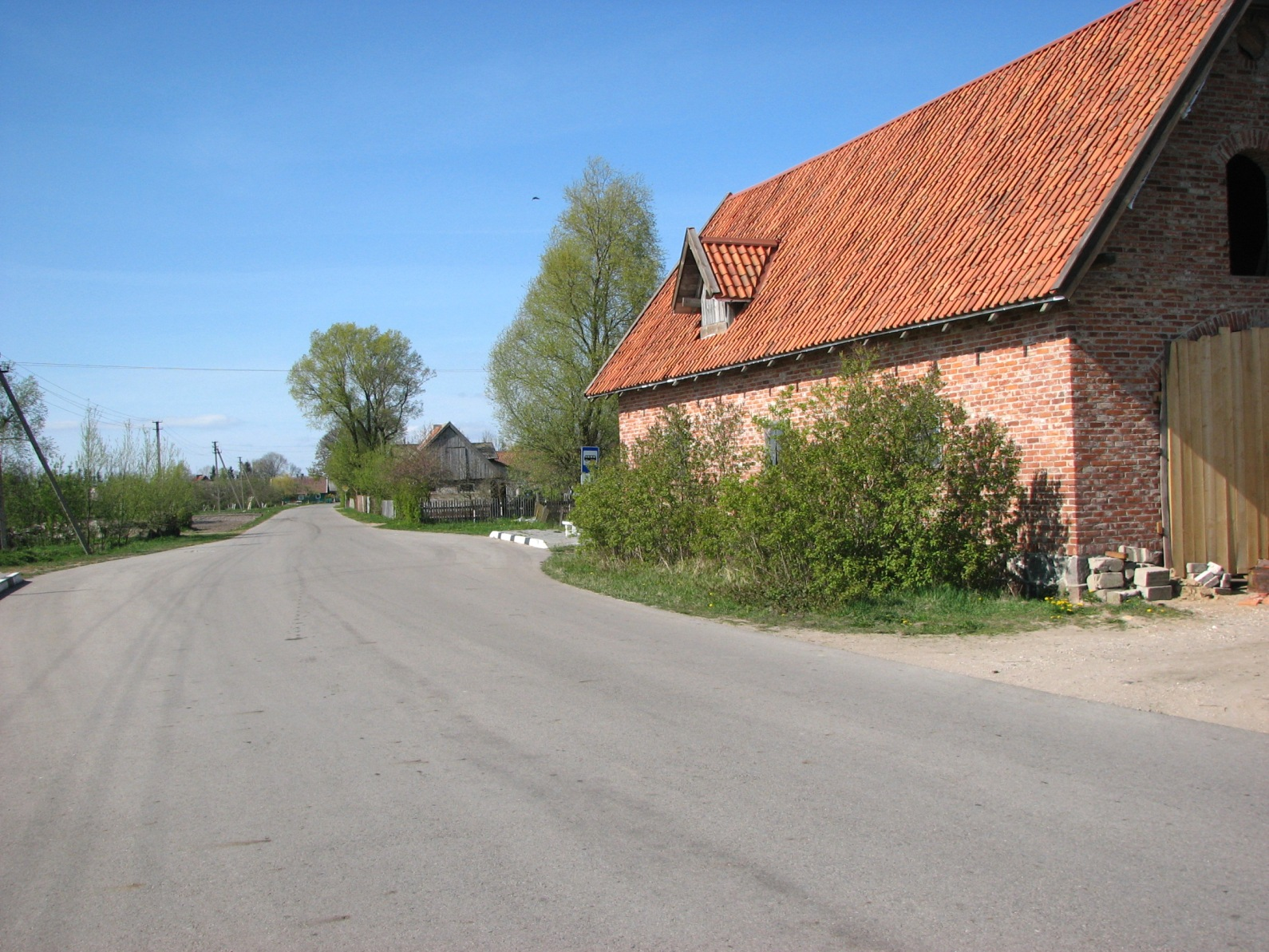
Osada Šyškrantė
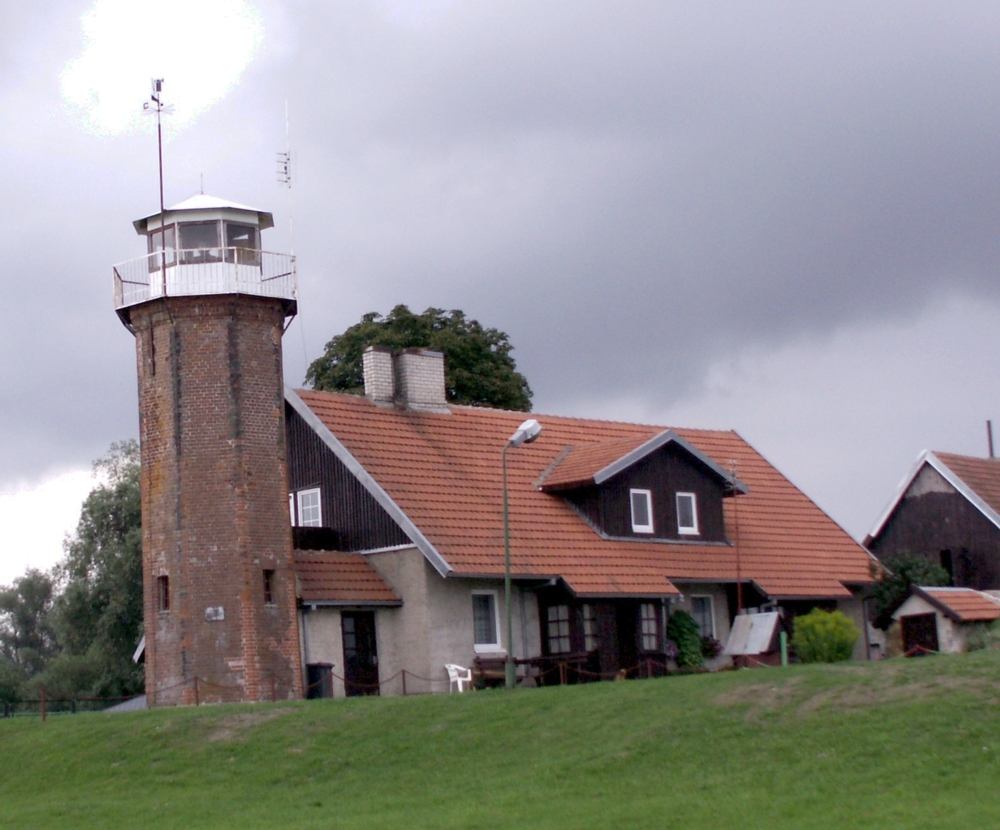
Osada Uostadvaris